# الجمعة الجديد (بني سعد)

تعديل مصدري - تعديل

الجمعة الجديد هي إحدى قرى عزلة الوحاوح بمديرية بني سعد التابعة لمحافظة المحويت، بلغ تعداد سكانها 183 نسمة حسب تعداد اليمن لعام 2004.